# Give the People What They Want (album, The Kinks)
Give the People What They Want je osmnácté studiové album anglické rockové skupiny The Kinks.

## Seznam skladeb
Autorem všech skladeb je Ray Davies.
| Strana 1 | Strana 1                       | Strana 1 |
| Pořadí   | Název                          | Délka    |
| -------- | ------------------------------ | -------- |
| 1.       | Around the Dial                | 4:45     |
| 2.       | Give the People What They Want | 3:45     |
| 3.       | Killer's Eyes                  | 4:40     |
| 4.       | Predictable                    | 3:31     |
| 5.       | Add It Up                      | 3:14     |

| Strana 2 | Strana 2              | Strana 2 |
| Pořadí   | Název                 | Délka    |
| -------- | --------------------- | -------- |
| 1.       | Destroyer             | 3:47     |
| 2.       | Yo-Yo                 | 4:10     |
| 3.       | Back to Front         | 3:15     |
| 4.       | Art Lover             | 3:22     |
| 5.       | A Little Bit of Abuse | 3:45     |
| 6.       | Better Things         | 2:59     |

## Obsazení
- Ray Davies - kytara, klávesy, zpěv
- Dave Davies - kytara, zpěv
- Jim Rodford - baskytara
- Mick Avory - bicí
- Ian Gibbons - klávesy
- Chrissie Hynde - zpěv v „Predictable“, „Add It Up“, „Art Lover“ a A „Little Bit of Abuse“ (uncredited)